# 尼奇·戴爾蒙尼柯
尼可拉斯·約翰·戴爾蒙尼柯（英語：Nicholas John Delmonico, 1992年7月12日—），為美國職棒大聯盟的外野手及一壘手，目前在白襪隊高階1A擔任打擊教練。他先前曾效力過芝加哥白襪。

## 職業生涯

### 密爾瓦基釀酒人
2011年美國職棒大聯盟選秀，金鶯隊在第6輪選進戴爾蒙尼柯。2013年7月7日，金鶯將他交易至釀酒人隊，換來法蘭西斯科·羅德里奎茲。
2014年在高階1A時，因為對阿得拉爾藥物呈陽性反應，被禁賽50場比賽。但是他患有注意力不足過動症，因此需要使用此藥物來控制病情。後來他成功與球隊溝通，球隊也同意他使用此藥，但是必須在非比賽的狀態下才可服用。

### 芝加哥白襪
2015年2月，釀酒人隊將他釋出，而他隨後與白襪隊簽約。2015年從2A開季。2016年升上3A。
2017年8月1日，戴爾蒙尼柯登上大聯盟。初登板就敲出大聯盟首安。8月3日，他面對紅襪隊投手瑞克·波瑟羅，擊出大聯盟首轟。戴爾蒙尼柯在他大聯盟生涯頭13場比賽都有上壘記錄，頭19場比賽更是敲出6轟。
9月27日，他面對天使隊擊出再見2分全壘打。這支全壘打也間接把雙城隊送入季後賽。
2019年6月4日，戴爾蒙尼柯因唇關節撕裂而動手術宣布整季報銷。6月10日，他遭到白襪隊釋出。
同年12月16日，戴爾蒙尼柯與白襪隊簽下小聯盟約，並受邀參加春訓。他在2020年進入球隊開幕戰先發名單內，不過球隊在8月28日交易來了賈羅德·戴森，並將戴爾蒙尼柯給放進指定讓渡名單。

### 辛辛那提紅人
2021年2月3日，戴爾蒙尼柯與紅人隊簽下小聯盟合約，並受邀參加大聯盟春訓。他在3A僅出賽19場比賽，打擊率為2成21，最終他在6月1日遭到釋出。

## 個人生活
他有2個哥哥，Joey和Tony，都是棒球員。父親羅德是一名棒球教練。

## 外部連結
- 球員資訊和成績在MLB ，ESPN ，Retrosheet ，Baseball Reference ，Baseball Reference (Minors) ，Fangraphs ，The Baseball Cube （英文）